# NGC 3636
NGC 3636 је елиптична галаксија у сазвежђу Пехар која се налази на NGC листи објеката дубоког неба.
Деклинација објекта је - 10° 16' 55" а ректасцензија 11h 20m 25,0s. Привидна величина (магнитуда) објекта NGC 3636 износи 12,4 а фотографска магнитуда 13,4. NGC 3636 је још познат и под ознакама MCG -2-29-19, , PGC 34709.